# Elsbeth Arlt

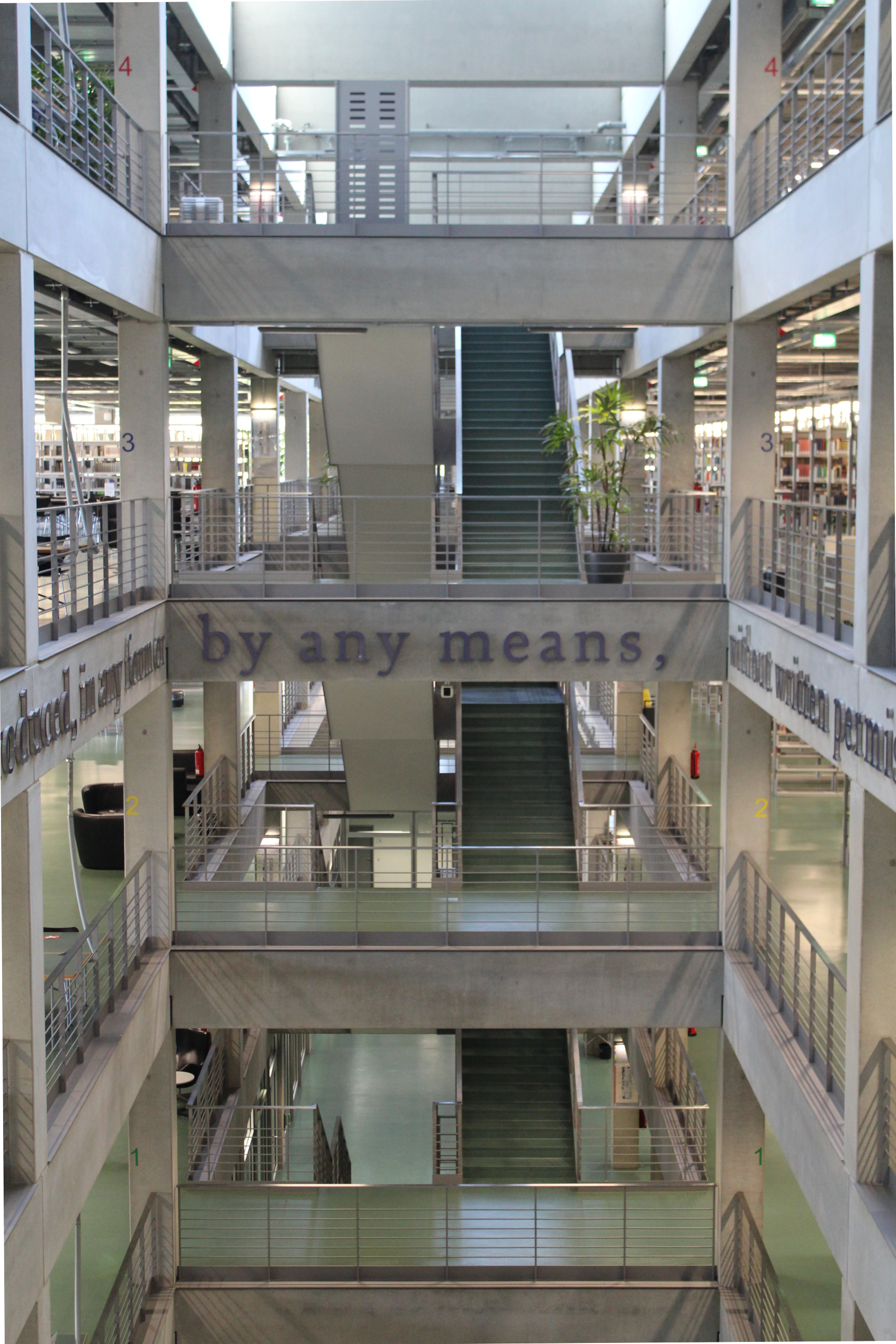
Von Arlt gestalteter Schriftzug im Lichthof der Berliner Volkswagen-Bibliothek

Elsbeth Arlt (* 15. März 1948 in Kiel; † 17. Juli 2015 in Flensburg) war eine deutsche Künstlerin.

## Leben
Arlt studierte von 1969 bis 1971 an der Muthesius-Werkschule für Handwerk und angewandte Kunst in Kiel u. a. bei Jan Koblasa. Ab 1972 setzte sie ihr Studium an der Hochschule für bildende Künste Hamburg fort und schloss es 1977 ab. 

## Werke

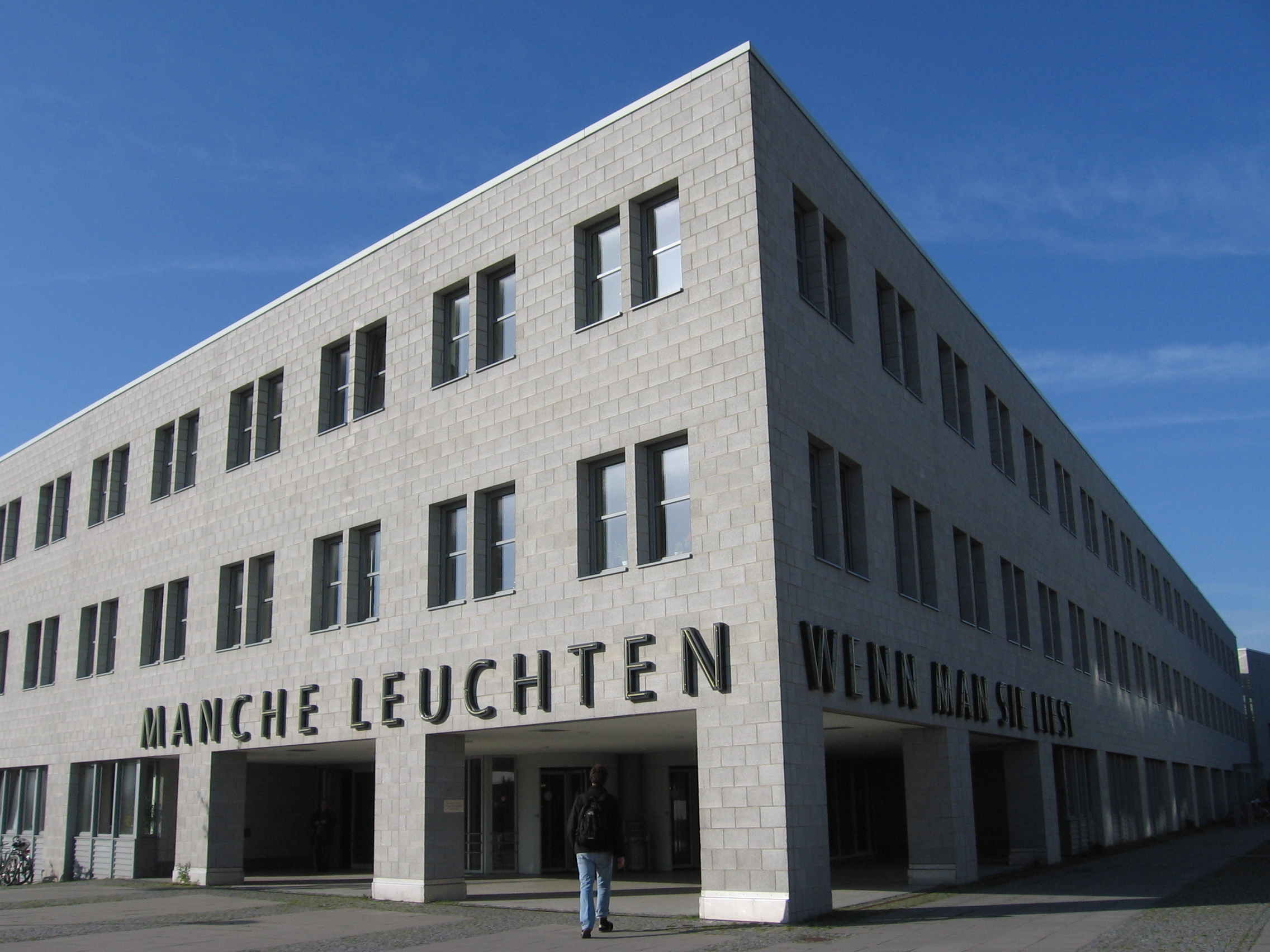
Eingang der Universitätsbibliothek Kiel mit Schriftzug, gestaltet von Elsbeth Arlt

Über dem Haupteingang des Neubaus der Universitätsbibliothek Kiel, der 2001 eingeweiht wurde, befindet sich eine Lichtinstallation Arlts. Der Schriftzug „Manche leuchten, wenn man sie liest“ stammt aus dem Roman Les Nourritures terrestres (1897) von André Gide. Elsbeth Arlt gestaltete auch den Lichthof des 2004 eröffneten Hauptgebäudes der Zentralbibliothek der TU und UdK Berlin mit der Arbeit Realität in den Regalen: Fußnote, Vermerk, Widmung (2005).

## Auszeichnungen
- 1989 Förderpreis des Landes Schleswig-Holstein
- 1993 Casa Baldi Stipendium in Olevano Romano, Italien
- 2000 Kultur- und Wissenschaftspreis der Stadt Kiel[2]
- 2012 Kunstpreis des Landes Schleswig-Holstein.

## Ausstellungen
- 1983: Frische Kunst erhält gesund : zusammen mit anderen in Kunsthalle Kiel; Museum für Kunst und Kulturgeschichte, Lübeck; Städtisches Museum Flensburg[3]